# Rudolftelep
Rudolftelep is een plaats (község) en gemeente in het Hongaarse comitaat Borsod-Abaúj-Zemplén. Rudolftelep telt 806 inwoners (2001).